# Hodonín vasútállomás
Hodonín vasútállomás egy csehországi vasútállomás, Hodonín városban, a központtól északnyugatra.

## Vasútvonalak
Az állomást az alábbi vasútvonalak érintik:
- Přerov–Břeclav-vasútvonal
- Zaječí–Hodonín-vasútvonal
- Hodonín–Holíč nad Moravou-vasútvonal

## Nemzetközi vonatok
| Járat             | Útvonal | Gyakoriság |
| ----------------- | --- | ---------- |
| Báthory EuroCity  | Budapest-Nyugati – Vác – Nagymaros-Visegrád – Szob – Štúrovo – Nové Zámky – Bratislava hl.st. – Kúty – Břeclav – Hodonín – Staré Město – Otrokovice – Přerov – Hranice – Ostrava-Svinov – Ostrava hl.n. – Bohumín – Chałupki – Wodzisław Śląski – Rybnik – Tychy – Katowice – Sosnowiec Główny – Dąbrowa Górnicza – Zawiercie – Włoszczowa Północ – Opoczno Południe – Warszawa Zachodnia – Warszawa Centralna – Warszawa Wschodnia      | Napi 1 pár |
| Sobieski EuroCity | Gdynia Główna – Sopot – Gdańsk-Oliwa – Gdańsk Wrzeszcz – Gdańsk Główny – Tczew – Malbork – Iława Główna – Działdowo – Warszawa Wschodnia – Warszawa Centralna – Warszawa Zachodnia – Zawiercie – Dąbrowa Górnicza – Sosnowiec Główny – Katowice – Tychy – Pszczyna – Zebrzydowice – Bohumín – Ostrava hl.n. – Ostrava-Svinov – Hranice na Moravě – Přerov – Otrokovice – Staré Město u Uherského Hradiště – Hodonín – Břeclav – Wien Hbf | Napi 1 pár |
| Polonia EuroCity  | Warszawa Wschodnia – Warszawa Centralna – Warszawa Zachodnia – Zawiercie – Dąbrowa Górnicza – Sosnowiec Główny – Katowice – Tychy – Pszczyna – Zebrzydowice – Bohumín – Ostrava hl.n. – Ostrava-Svinov – Hranice na Moravě – Přerov – Otrokovice – Staré Město u Uherského Hradiště – Hodonín – Břeclav – Wien Hbf | Napi 1 pár |

## Szomszédos állomások
A vasútállomáshoz az alábbi állomások vannak a legközelebb:
- Mutěnice (Zaječí, Zaječí–Hodonín-vasútvonal)
- Rohatec zastávka (Přerov, Přerov–Břeclav-vasútvonal)
- Lužice (Břeclav, Přerov–Břeclav-vasútvonal)
- Hodonín zastávka (Holíč nad Moravou, Hodonín–Holíč nad Moravou-vasútvonal)
- Dubňany (Kyjov)

## Fordítás
- Ez a szócikk részben vagy egészben  a   Hodonín (stacja kolejowa) című lengyel Wikipédia-szócikk fordításán alapul.  Az eredeti cikk szerkesztőit annak laptörténete sorolja fel. Ez a jelzés csupán a megfogalmazás eredetét és a szerzői jogokat jelzi, nem szolgál a cikkben szereplő információk forrásmegjelöléseként.